# Rănușa, Arad
Rănușa este un sat în comuna Moneasa din județul Arad, Crișana, România.